# Manuela Imaz
Manuela Eugenia Imaz Houglin (Chilpancingo estado de Guerrero, 14 de junho de 1979) é uma atriz mexicana.

## Biografia
Manuela começou sua carreira como apresentadora de televisão no canal musical Telehit, e também participou dos programas Planet Head e Public Zone.
Foi em 2001, quando recebeu sua primeira oportunidade de se aventurar no mundo das telenovelas, com uma participação na produção de Emilio Larrosa a telenovela juvenil Amigas y rivales de (2001), onde deu vida a personagem Tamara de la Colina ".
Seu grande desempenho em sua primeira atuação lhe valeu a trabalhar novamente sob a batuta do
produtor Emilio Larrosa, desta vez na história intitulada Las vías del amor de (2002), onde ela compartilhou créditos com atores de destaque no México como Enrique Rocha e Daniela Romo.
Depois de pouco mais de um ano de ausência na televisão, para dar à luz a sua filha Alaya, retorna em Corazones al límite no ano de (2004), no qual interpreta a personagem 'Isadora' amiga de Diana personagem de Sara Maldonado e Artemisa interpretada por Mariana Sánchez.
Mais tarde naquele ano, junta-se ao elenco da telenovela Apuesta por un amor, que dá vida a 'Grace'. Após mais três anos de ausência em 2007, retorna para atuar em Amar sin límites, atuando como 'Cecilia'. Ainda naquele ano, junta-se à outra telenovela juvenil o "remake" Muchachitas como tú.
Em 2008 foi convidada a integrar o elenco de Al Diablo con los Guapos, ao lado de
Allison Lozano. Em 2009, Manuela integrou a telenovela Sortilégio. interpretando Katia, irmã mais nova de Fernando, interpretado por Gabriel Soto.

## Telenovelas
- Por ella soy Eva (2012) .... Patrícia "Paty" Lorca Beristáin
- Rafaela (2011) .... Arely Herrera
- Llena de amor (2010) .... Fabiola
- Sortilégio (2009) .... Kátia Alanís
- Al diablo con los guapos (2007-2008) .... Marisela Echavarría
- Muchachitas como tú (2007) .... Raquel Ortigoza
- Amar sin límites (2006-2007) .... Cecilia Galindo
- Apuesta por un amor (2004-2005) .... Gracia Ferrer
- Corazones al límite (2004) .... Isadora Moret Rivadeneira
- Las vías del amor (2002-2003) .... Rosaura Fernández López
- Amigas y rivales (2001) .... Tamara Coimbra